# Baia di Monte Gordo
La baia di Monte Gordo è una baia che si apre lungo la costa meridionale dell'Algarve in Portogallo facente parte del più vasto Golfo di Cadice.

## Descrizione
Le sue spiagge sono bagnate dalle acque più calde del Portogallo continentale, la cui temperatura varia tra i 20 °C e i 27 °C tra i mesi di maggio e ottobre.